# Kirsten Janssens
Kirsten Janssens (Diest, 3 augustus 1982) is een Belgische media-persoonlijkheid.

## Carrière
Janssens won de realityserie Big Brother in 2006 en nam drie seizoenen deel aan de realityserie The Sky is the Limit. Verder is zij soms actief als jurylid van schoonheidswedstrijden.

## Bron van satire
- De pogingen van Janssens in 2014 het Witte Huis te contacteren vanwege haar zorg over de moorden van IS leidden ertoe dat Jelle De Beule in het tv-programma De Ideale Wereld bij wijze van grap suggereerde dat er een persoonlijke reactie was van Barack Obama.[3] Kirsten's klacht over De Beule bij de Raad voor de Journalistiek[4] werd geseponeerd.
- In 2015 werd Janssens geparodieerd, door Tine Embrechts, in het televisieprogramma Tegen de sterren op.[5]